# Ден Донован
Деніел Майкл «Ден» Донован-молодший (англ. Daniel Michael «Dan» Donovan, Jr.; нар. 6 листопада 1956, Стейтен-Айленд, Нью-Йорк) — американський політик-республіканець, член Палати представників США від 11-го виборчого округу штату Нью-Йорк з 2015 р.

## Життєпис
У 1978 р. закінчив Університет Сент-Джонс зі ступенем бакалавра мистецтв. У 1988 р. він також отримав ступінь доктора права в Фордхемському університеті. З 1989 по 1996 рр. працював помічником окружного прокурора Мангеттена, а з 1996 по 2002 рр. — керівником апарату президента боро Стейтен-Айленд Гая Молінарі. З 2002 по 2003 рр. був заступником президента боро Стейтен-Айленд. З 2003 по 2015 рр. обіймав посаду окружного прокурора Стейтен-Айленда.